# Huỳnh Thúc Kháng
Huỳnh Thúc Kháng (chữ Nho: 黃叔沆, 1 tháng 10 năm 1876 – 21 tháng 4 năm 1947), tự Giới Sanh, hiệu Mính Viên (hay đôi khi được viết là Minh Viên), là một chí sĩ yêu nước và chính khách người Việt Nam. Ông là Bộ trưởng Bộ Nội vụ giai đoạn 1946–1947 và Quyền Chủ tịch nước Việt Nam Dân chủ Cộng hòa (giai đoạn từ 31 tháng 5 đến 21 tháng 10 năm 1946), trước đó ông từng giữ chức Viện trưởng Viện Dân biểu Trung Kỳ thời Pháp thuộc.

## Thân thế
Theo tên chữ Hán trên trang bìa quyển Tập diễn văn của ông Hoàng Thúc Kháng, in năm 1926 thì đúng ra đọc (và viết) tên ông phải là Hoàng Thúc Kháng. Tuy nhiên, do kiêng húy Đoan Quốc Công Nguyễn Hoàng, họ Hoàng phải đổi thành Huỳnh. Đến nay các tỉnh miền Trung và Nam vẫn dùng âm Huỳnh. Tuy vậy, vẫn có sách dùng Hoàng Thúc Kháng.
Nguyên tên ông là Huỳnh Văn Thước (còn có tên là Huỳnh Hanh), sinh ngày 1 tháng 10 năm 1876 tại làng Thạnh Bình, tổng Tiên Giang Thượng, huyện Tiên Phước, phủ Tam Kỳ (nay thuộc xã Tiên Cảnh, huyện Tiên Phước), tỉnh Quảng Nam. Cha của ông là Huỳnh Văn Phương, tự Tấn Hữu, xuất thân nhà nông hào nhưng cũng học qua Nho học, nhiều lần thi cử nhưng không đỗ. Mẹ của ông là Nguyễn Thị Tình, người làng Hội An nhưng cư ngụ làng Phú Thị (nay thuộc xã Tiên Châu, huyện Tiên Phước), em ruột Phó bảng Nguyễn Đình Tựu. Ông là người con thứ 4 và là con trai út trong nhà, nhưng vì 2 anh trai mất sớm, chị gái cả Huỳnh Thị Duật (sinh năm 1873), lấy chồng tại Hương Lâm, Tứ Chánh nay thuộc xã Tiên Hiệp, huyện Tiên Phước, tỉnh Quảng Nam nên ông là người con trai duy nhất. 

## Học vấn
Bởi sự kỳ vọng của song thân, từ nhỏ ông đã được rèn dạy để tiến thân bằng khoa cử. Ông bắt đầu học chữ Nho từ năm 8 tuổi dưới sự dạy dỗ của người cậu ruột là Tế tửu Quốc tử giám Nguyễn Đình Tựu và đổi tên là Huỳnh Hanh, tự là Giới Sanh. Năm 1900, ông đậu Giải nguyên kỳ thi Hương và được xưng tụng là một trong Thập Ngũ Phụng Tề Phi của đất Quảng Nam.
Năm Giáp Thìn (1904), ông đỗ Đệ Tam giáp Đồng Tiến sĩ xuất thân.

## Sự nghiệp

### Lãnh đạo phong trào Duy Tân
Huỳnh Thúc Kháng cùng với Phan Bội Châu, Phan Chu Trinh và Trần Quý Cáp là những nhà lãnh đạo phong trào Duy Tân. Vì lý do đó, ông bị bắt trong năm 1908, rồi bị đày ở Côn Đảo suốt 11 năm, đến mãi năm 1919 mới được trả tự do.

### Hoạt động trong Nghị viện Trung Kỳ
Năm 1926, Huỳnh Thúc Kháng đắc cử dân biểu rồi được cử làm Viện trưởng Viện Dân biểu Trung Kỳ. Trong ba năm hoạt động ở Viện, ông cương quyết tranh đấu trong nghị trường, rồi nhân việc chống lại Khâm sứ Pháp, ông từ chức.

### Sáng lập báo Tiếng Dân
Năm 1927, Huỳnh Thúc Kháng sáng lập tờ báo Tiếng Dân, được xuất bản tại Huế, và bị chính quyền thời bấy giờ đình bản năm 1943.

### Tham gia Chính phủ Liên hiệp

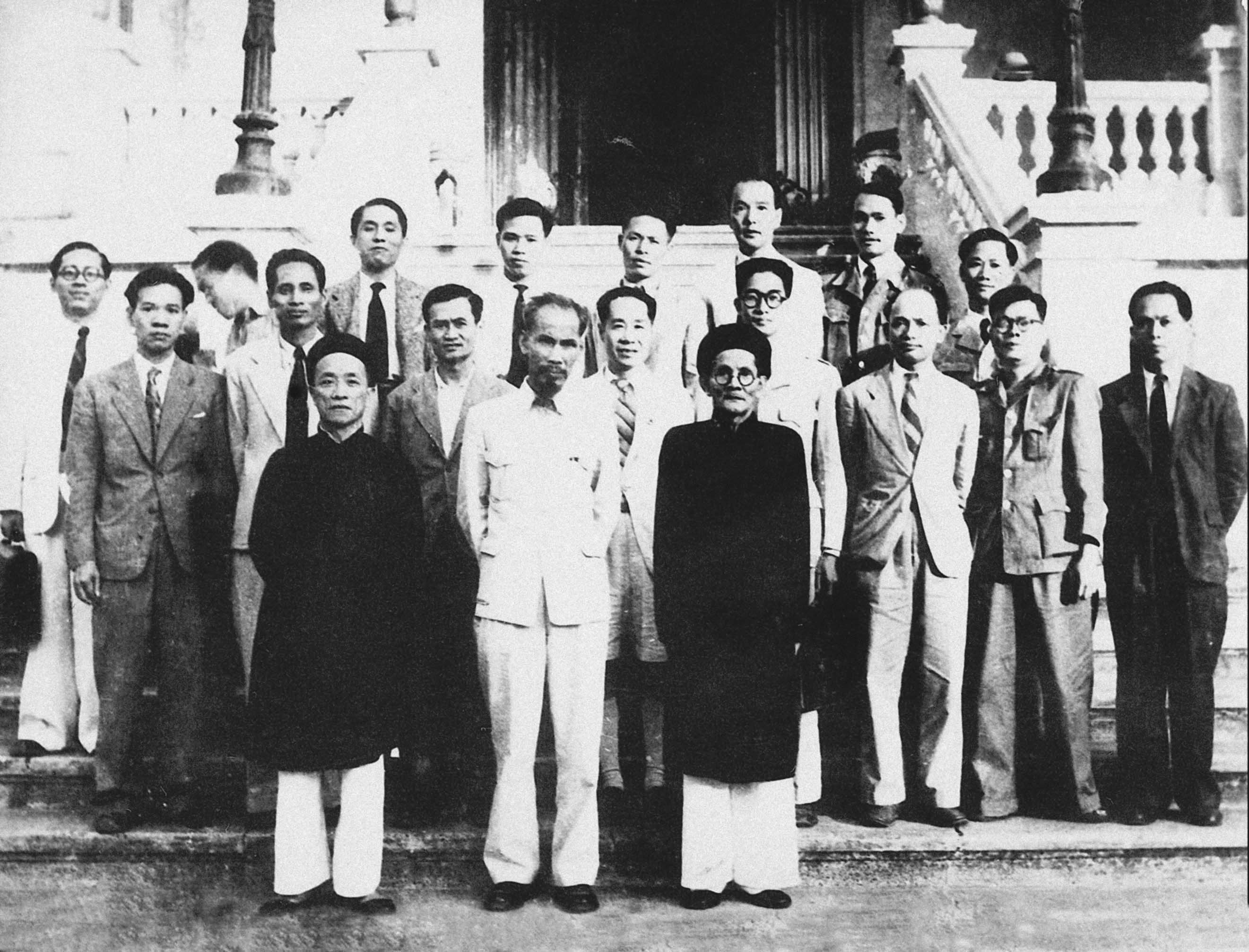
Chính phủ Việt Nam năm 1946, Huỳnh Thúc Kháng đứng hàng đầu, đầu tiên từ phải sang.

Cách mạng tháng 8 thành công, Huỳnh Thúc Kháng quyết định nhận lời mời của Chủ tịch Hồ Chí Minh tham gia Chính phủ Liên hiệp lâm thời nước Việt Nam Dân chủ Cộng hòa với chức vụ Bộ trưởng Bộ Nội vụ. Theo sử gia Trần Trọng Kim thì trong thời gian này, khi được hỏi về công việc, Huỳnh Thúc Kháng đã nói: "Bây giờ việc gì cũng do địa phương tự trị cả, thành ra không có việc gì mấy, và khi có việc gì, thì họ làm sẵn xong cả rồi, tôi chỉ có vài chữ ký mà thôi".
Năm 1946, khi Hồ Chí Minh sang Pháp để tham dự Hội nghị Fontainebleau, Huỳnh Thúc Kháng được cử làm Quyền Chủ tịch nước Việt Nam Dân chủ Cộng hòa. Thời gian này ông còn là Chủ tịch Hội Liên hiệp Quốc dân Việt Nam. Cuối năm 1946, ông là Đặc phái viên của Chính phủ vào cơ quan Ủy ban Kháng chiến Hành chính Nam Trung Bộ tại Nghĩa Hành, tỉnh Quảng Ngãi.
Ngày 21 tháng 4 năm 1947, Huỳnh Thúc Kháng lâm bệnh nặng và mất tại huyện Nghĩa Hành, tỉnh Quảng Ngãi, khi vẫn còn đang giữ chức Bộ trưởng Bộ Nội vụ. Tang lễ của ông được tổ chức theo nghi thức Quốc tang do Hồ Chí Minh làm trưởng ban lễ tang. Làm theo tâm nguyện của ông, nhân dân đã an táng ông trên đỉnh núi Thiên Ấn, nơi được mệnh danh là đệ nhất thắng cảnh của Quảng Ngãi. Nhà lưu niệm Huỳnh Thúc Kháng tại xã Tiên Cảnh, huyện Tiên Phước, Quảng Nam vẫn còn lưu giữ nhiều kỷ vật có giá trị, được một người cháu nuôi trong dòng tộc bảo quản.

## Đánh giá
Trong thư gửi vĩnh biệt cụ Huỳnh, Chủ tịch Hồ Chí Minh đã viết:
"Cụ Huỳnh là người học hành rất rộng, chí khí rất bền, đạo đức rất cao. Vì lòng yêu nước mà Cụ trước đây bị bọn thực dân làm tội, đày ra Côn Đảo. Mười mấy năm trường gian nan cực khổ, nhưng lòng son dạ sắt, yêu nước thương nòi của Cụ chẳng những không sờn, mà lại thêm cương quyết.
Cụ Huỳnh là người giàu sang không làm xiêu lòng, nghèo khó không làm nản chí, oai vũ không làm sờn gan. Cả đời cụ Huỳnh không cần danh vị, không cần lợi lộc, không thèm làm giàu. Cả đời Cụ Huỳnh chỉ phấn đầu cho dân được tự do, nước được độc lập, đến ngày nước Việt Nam Dân chủ Cộng hòa được thành lập Chính phủ ta mời Cụ ra. Tuy đã 71 tuổi, nhưng Cụ vẫn hăng hái nhận lời, Cụ nói: "Trong lúc phục hưng dân tộc, xây dựng nước nhà thì bất kỳ già, trẻ, trai, gái, ai cũng ra sức phụng sự Tổ quốc"".

## Tác phẩm
Ngoài công việc chính khách, Huỳnh Thúc Kháng còn là một nhà thơ, một nhà nghiên cứu văn học và lịch sử. Ông còn có nhiều bút danh khác như: Sử Bình Tử, Tha Sơn Thạch, Khi Ưu Sinh, Xà Túc Tử, Thức Tự Dân, Ưu Thời Khách, Hải Âu, Ngu Sơn, Khách Quan... Tác phẩm chủ yếu còn giữ hiện nay là:
- Thi Tù Tùng Thoại
- Lịch sử Phan Tây Hồ tiên sinh
- Thơ văn với thời đại
- Thi văn các nhà chí sĩ Việt Nam (ký Phi Bằng)
- Huỳnh Thúc Kháng niên phố
- Bức thư gởi Cường Để
- Và rất nhiều thơ chữ Quốc ngữ, chữ Hán có giá trị khác.

Bài thơ Bài ca lưu biệt của ông viết năm 1908, trước khi ông bị đày ra Côn Đảo, từng được lưu truyền rộng rãi trong nhân dân miền Trung thời kỳ Pháp thuộc:
Trăng trên trời có khi tròn khi khuyết,
Người ở đời đâu khỏi tiết gian nan.
Đấng trượng phu tùy ngộ nhi an,
Tố hoạn nạn hành hồ hoạn nạn.
Tiền lộ định tri thiên hữu nhãn,
Thâm tiêu do hứa mộng hoàn gia,
Bấy nhiêu năm cũng vẫn chưa già.
Nọ núi Ấn, này sông Đà,
Non sông ấy còn chờ ta thêu dệt.
Kìa tụ tán chẳng qua là tiểu biệt,
Ngựa Tái ông họa phúc biết về đâu!
Một mai kia con tạo khéo cơ cầu,
Thảy bốn biển cũng trong vòng trời đất cả.
Ư bách niên trung tu hữu ngã,
Dẫu đến lúc núi sụp, biển lồi, trời nghiêng, đất ngả,
Tấm lòng vàng, tạc đá vẫn chưa mòn.
Trăng kia khuyết đó lại tròn!

## Đời tư
Năm 1895, Huỳnh Thúc Kháng kết hôn với bà Nguyễn Thị Sắt (1881–1953). Ông và bà Sắt có hai người con gái là Huỳnh Thị Xuân Lan, thường gọi là cô Yển (1903–1930) và Huỳnh Thị Thu Cúc, thường gọi là cô Kình (1908–1927).

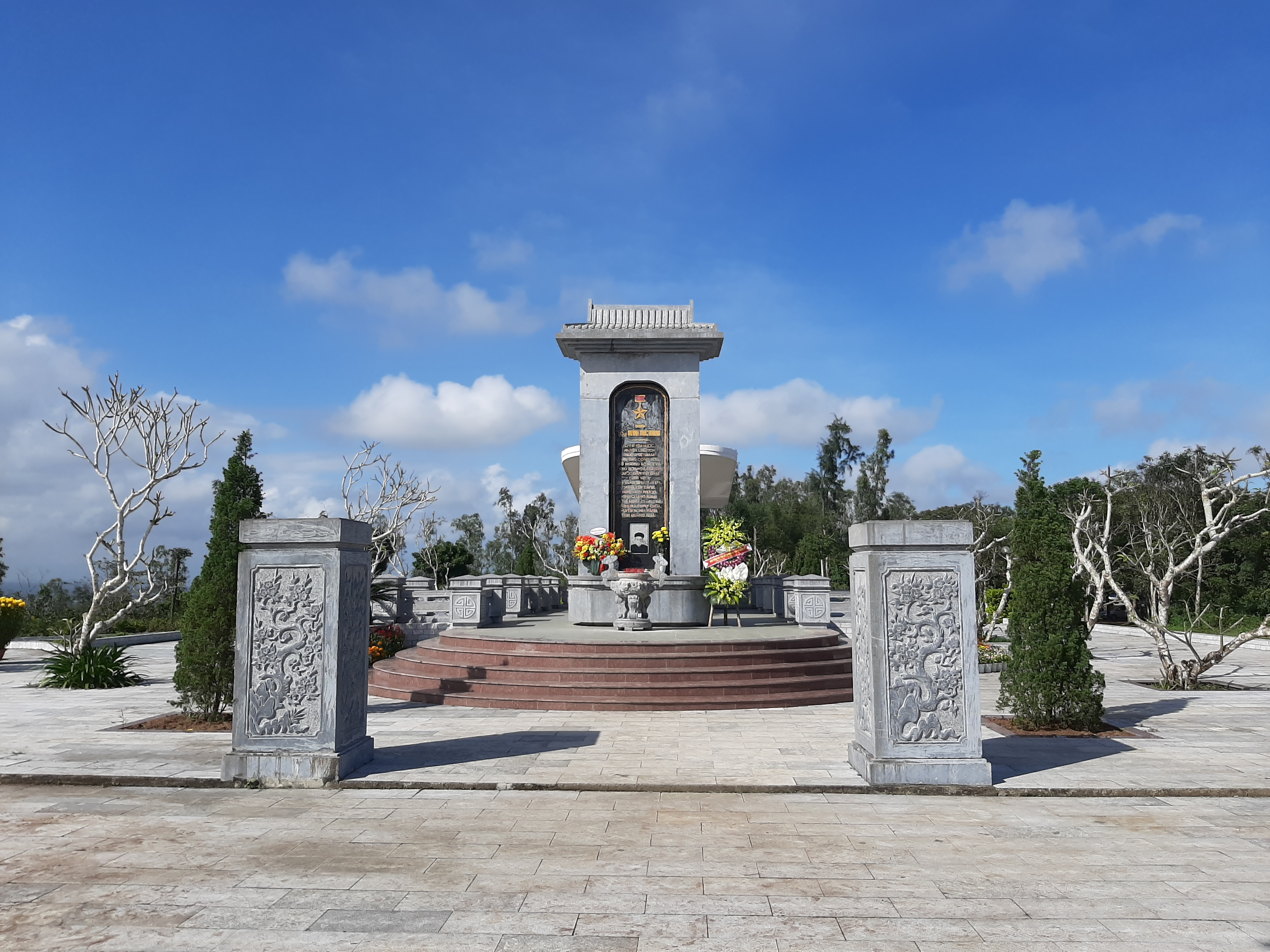
Mộ Huỳnh Thúc Kháng trên núi Ấn, Quảng Ngãi

Năm 1924, theo lời thúc giục của bà Sắt để có con trai, ông lấy vợ hai là bà Hồ Thị Chuông (hoặc Chưởng), là người cùng làng. Tuy nhiên, ông và bà Chuông không có con chung. Năm 1933, bà Chuông ra Huế thăm ông và mất tại đây.

## Tưởng nhớ
Để tưởng nhớ đến ông, tại nhiều tỉnh và thành phố như Quảng Nam, Hà Nội, Thành phố Hồ Chí Minh, Nghệ An, Quảng Bình, Hạ Long (Quảng Ninh), Quảng Ngãi, Nhơn Trạch (Đồng Nai),... có nhiều con đường và trường học mang tên ông.
Ngày 19 tháng 2 năm 2013, chủ tịch nước Trương Tấn Sang đã ký quyết định truy tặng Huân chương Sao Vàng để ghi nhận những đóng góp của ông đối với đất nước.